# Municipio de Union (condado de Greene)
El municipio de Union (en inglés: Union Township) es un municipio ubicado en el condado de Greene en el estado estadounidense de Arkansas. En el año 2010 tenía una población de 2587 habitantes y una densidad poblacional de 31,45 personas por km².

## Geografía
El municipio de Union se encuentra ubicado en las coordenadas 36°8′38″N 90°32′7″O / 36.14389, -90.53528. Según la Oficina del Censo de los Estados Unidos, el municipio tiene una superficie total de 82.25 km², de la cual 82,07 km² corresponden a tierra firme y (0,22 %) 0,18 km² es agua.

## Demografía
Según el censo de 2010, había 2587 personas residiendo en el municipio de Union. La densidad de población era de 31,45 hab./km². De los 2587 habitantes, el municipio de Union estaba compuesto por el 97,22 % blancos, el 0,5 % eran afroamericanos, el 0,27 % eran amerindios, el 0,15 % eran asiáticos, el 0,62 % eran de otras razas y el 1,24 % eran de una mezcla de razas. Del total de la población el 1,74 % eran hispanos o latinos de cualquier raza.